# سیارک ۱۳۳۴۰۴
سیارک ۱۳۳۴۰۴ (به انگلیسی: 133404 Morogues، نامگذاری:2003SS170) صد و سی و سه هزار و چهارصد و چهارمین سیارک کشف شده‌است که در ۲۳ سپتامبر ۲۰۰۳ کشف شد.